# 桐山桂一
桐山 桂一（きりやま けいいち、1959年 - ）は、ジャーナリスト・作家。中日新聞・東京新聞論説委員。

## 来歴
岐阜県大垣市生まれ。岐阜県立大垣東高等学校を経て、同志社大学文学部（国文学専攻）卒業。1984年に中日新聞社に入社、東京新聞（中日新聞東京本社）社会部に配属となる。調査報道班キャップ、司法キャップの後、特別報道部でデスクをつとめ、2005年より論説委員（司法担当）。桜美林大学と専修大学の非常勤講師もつとめる。

## 著書
- 『中の精神』（著者：呉清源）東京新聞出版局 2002
- 『中的精神︰吳清源自傳』（王亦青・訳）中国・中信出版社 2010
- 『反逆の獅子』角川書店 2003
- 『江戸宇宙』新人物往来社 2004
- 『呉清源とその兄弟』岩波書店 2005 のち岩波現代文庫 2009
- 『呉清源与他的兄弟　吴家百年史』（计丽屏・訳）中国・中信出版社 2005

- 『昭和零年』講談社現代新書 2005
- 『内部告発が社会を変える』岩波ブックレット 2012

## 共著
- 『連鎖・児童虐待』角川oneテーマ21 2001
- 『人間の時代へ　それぞれのメッセージ』KTC中央出版 2001
- 『近現代日本人物史料情報辞典　1巻』伊藤隆・季武嘉也編（項目執筆）吉川弘文館 2004
- 『近現代日本人物史料情報辞典　2巻』伊藤隆・季武嘉也編（項目執筆）吉川弘文館 2005
- 『関東軍全史』新人物往来社文庫 2012
- 『「マイナンバー法」を問う』清水勉, 桐山桂一 岩波ブックレット 2012

## 雑誌掲載

### 『世界』（岩波書店）論文・インタビュー（CiNii検索による）
- 「インタビュー 殉教者たるべし　田壮壮が語る「中国映画の今」」（2003年12月号）
- 「冤罪はなぜ起きた? 富山事件にみる暗黒」（2007年10月号）
- 「内部告発が社会を変える」（2008年2月号）
- 「働く人を壊すな　マック店長訴訟からの視点」（2008年4月号）
- 「進む"終身刑化"--無期懲役刑の現実」（2008年9月号）
- 「聞き書き 朝鮮人学徒兵の反乱　参謀・全相燁氏の証言（2008年12月号）
- 「裁判員体験記　新聞記者のみた模擬法廷」（2009年4月号）
- 「一票の格差、違憲ラインは二倍時代へ」（2010年5月号）
- 「検察審査会　新たな市民の司法パワー」（2010年７月号）
- 「マイナンバー法案 : プライバシーを脅かす「IT箱モノ」は必要か」（2012年４月号）
- 「連続不審死事件から浮かぶ裁判員制度の課題」（2012年６月号）
- 「秘密保護法は暴走する 「特定秘密」とは何か」（2013年11月号）
- 「衆院選は「違憲・無効」の衝撃 一票の格差訴訟が迫る「一人一票」」（2013年５月号）
- 「最高裁は国民を見ているか 一票の不平等は「違憲状態」（2014年１月号）
- 「特定秘密保護法 急進する「国家改造」」（2014年4月）
- 「「一票の不平等」訴訟 問われるのは司法の姿勢だ」（2015年７月号）
- 「集団的自衛権自衛権というホトトギスの卵「非立憲」政権によるクーデターが起きた　石川健治東大教授インタビュー」（2015年8月号）
- 「文一道でいく　憲法大臣・金森徳次郎の議会答弁」（2017年６月号、７月号、９月号）
- 「ゴーン事件と人質司法の闇」（2019年２月号）
- 「大崎事件「再審取り消し」最高裁決定の異様」（2019年８月号）
- 「憲法審査会　蔓延するショック・ドクトリン論法」（2022年8月）

### 『GRAPHICATION』（富士ゼロックス）連載エッセイ「和技を旅する」（GRAPHICATION総目次より）
- 土と日本人（2009年11月号）
- ①進化する江戸小紋　小宮康孝さん（2010年9月号）
- ②眠れる戦略資源　日本の蚕（2010年11月号）
- ③現代に映える茅葺き屋根（2011年1月号）
- ④日本料理にみる陰陽思想（2011年3月号）
- ⑤自然の灯火　和蠟燭を訪ねて（2011年5月号）
- ⑥人類の相棒　ミツバチの役割（2011年7月号）
- ⑦碁盤は宇宙、碁石は星々（2011年9月号）
- ⑧欧州に挑む「甲州」ワイン（2011年11月号）
- ⑨三次元幾何学となった「京絞り」（2012年1月号）
- ⑩「ｊａｐａｎ＝漆」の万年筆（2012年3月号）
- ⑪四季を巡る和菓子の歴史（2012年5月号）
- ⑫鵜飼の舟大工と水の祭礼（2012年7月号）
- ⑬海外に渡る竹工芸の美（2012年9月号）
- ⑭女の魂が織る宮古上布（2012年11月号）
- ⑮しめ縄の様々なる意匠（2013年1月号）
- ⑯美術の領域、左官の装飾（2013年3月号）
- ⑰端午を彩る甲冑の世界（2013年5月号）
- ⑱世界の爆弾をすべて花火に（2013年7月号）
- ⑲グローバル化する和傘の技術（2013年9月号）
- ⑳対馬の「セン」をめぐって（2013年11月号）
- ㉑「人形の家」の幻想（2014年1月号）
- ㉒町工場の「数楽アート」（2014年3月号）
- ㉓江戸と京都の木版画（2014年5月号）
- ㉔新しい音楽となった和太鼓（2014年7月号）
- ㉕樹木医と歩いた栃木の里（2014年9月号）
- ㉖生きている民具（2014年11月号）
- ㉗東北を走る千石船（2015年1月号）
- ㉘「紙わざ」の世界（2015年3月号）
- ㉙蝶々の百年の旅（2015年5月）
- ㉚人間サイズの度量衡（2015年7月）
- ㉛さすらい人の芸能（2015年9月）

### その他論文・コラム等
- 「浅原健三と鳩山一郎」『歴史読本』（2003年7月号）
- 「個族化社会のネットワーク形成」よかネット『ＮＩＲＡ研究報告書』No.20030028 （2003年9月 ）
- 「「昭和零年」の人々」『本』（2005年9月号）
- 「いま日本で スタートする裁判員制度」『婦人之友』（2009年6月）
- 「石原莞爾と東条英機 激烈なる相克　二人を満洲に結びつけた男・浅原健三を媒介に、決定的な対立の要因を探る」『歴史読本』（2011年9月号）
- 「良心の発信を期待する」日本弁護士連合会『自由と正義』（2012年2月号）
- 「政治資金規正法を恣意的に利用 小沢無罪で浮かぶ検察の病理」『月刊Times』（2013年1月号）
- 「個人番号法案　何のためのマイナンバー？」『婦人之友』（2013年6月号）
- 「｢戦前を取り戻そう｣とするのか 特定秘密保護法の問題点を探る」朝日新聞社『ジャーナリズム』（2013年12月号）
- 「マイナンバー制度の問題整理」『婦人之友』（2016年1月号）
- 「内部告発者にどう向き合うか　保護制度の望ましいあり方」新聞協会『新聞研究』（2016年７月号）

### その他連載等
- 書評欄　月刊誌『中央公論』（2003〜2005年）
- 「時事評論」財団法人矯正協会 月刊誌『矯正』(2013〜2015年）

### インタビュー
- 「著者に聞く」欄「新発見資料から浮かび上がる昭和の「参謀の参謀」の鮮烈な生涯」『文藝春秋』（2003年4月号）
- 「メディア異人列伝」欄（『反逆の獅子』関連　取材・文：永江朗）『噂の真相』（2003年4月号）